# Gual
Un gual o passant és un indret on es pot travessar un riu a peu, a cavall o amb un vehicle perquè el nivell de l'aigua és prou baix i el fons prou sòlid.

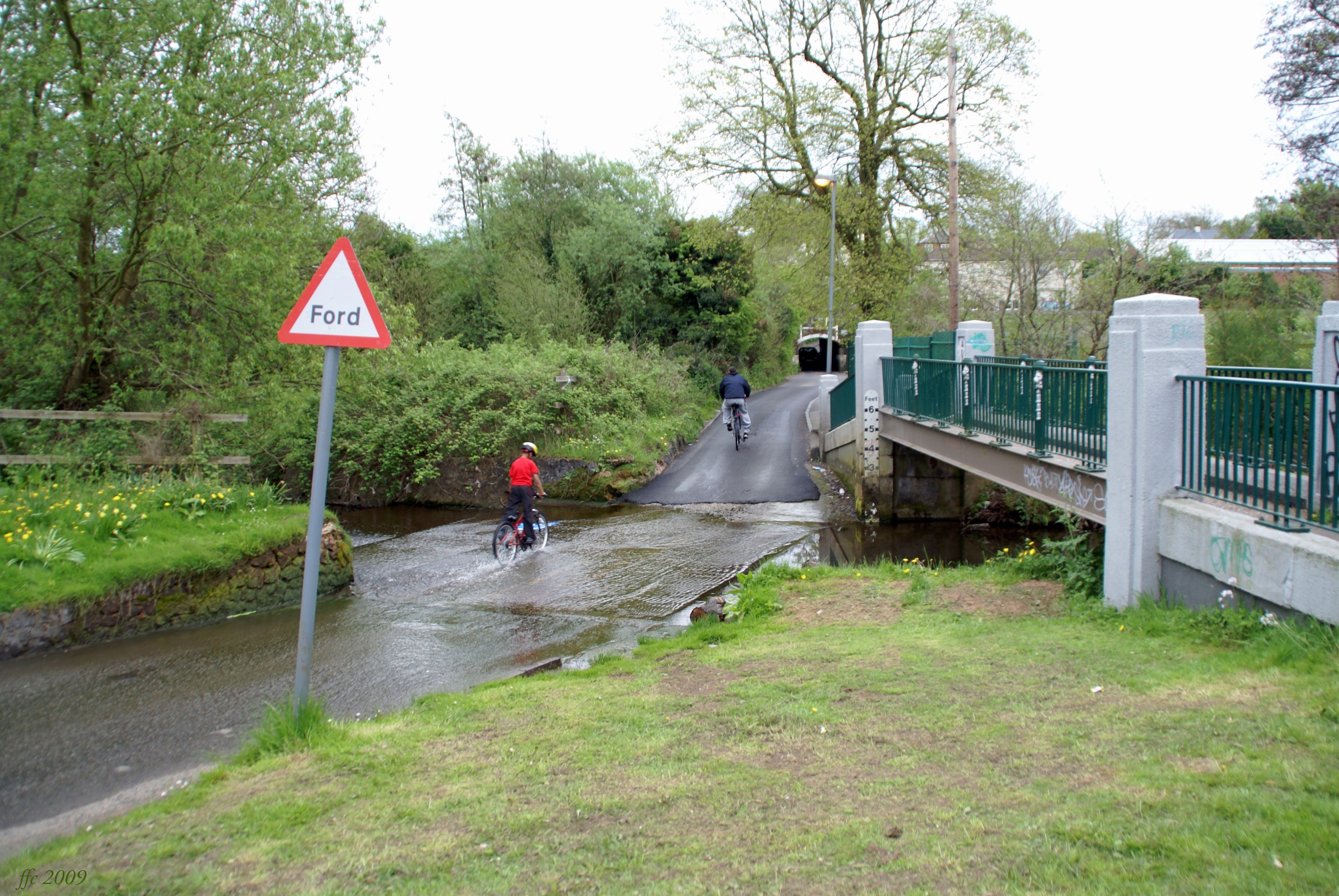
Gual al Rea a Birmingham (Regne Unit)

Per a la seva importància militar i econòmica, en èpoques en les quals els ponts eren rars, la presència d'un gual sovint va ser la raó de l'establiment de pobles i ciutats. Això va ser el cas de Navarcles al Bages, de Salamanca, o de Roma.

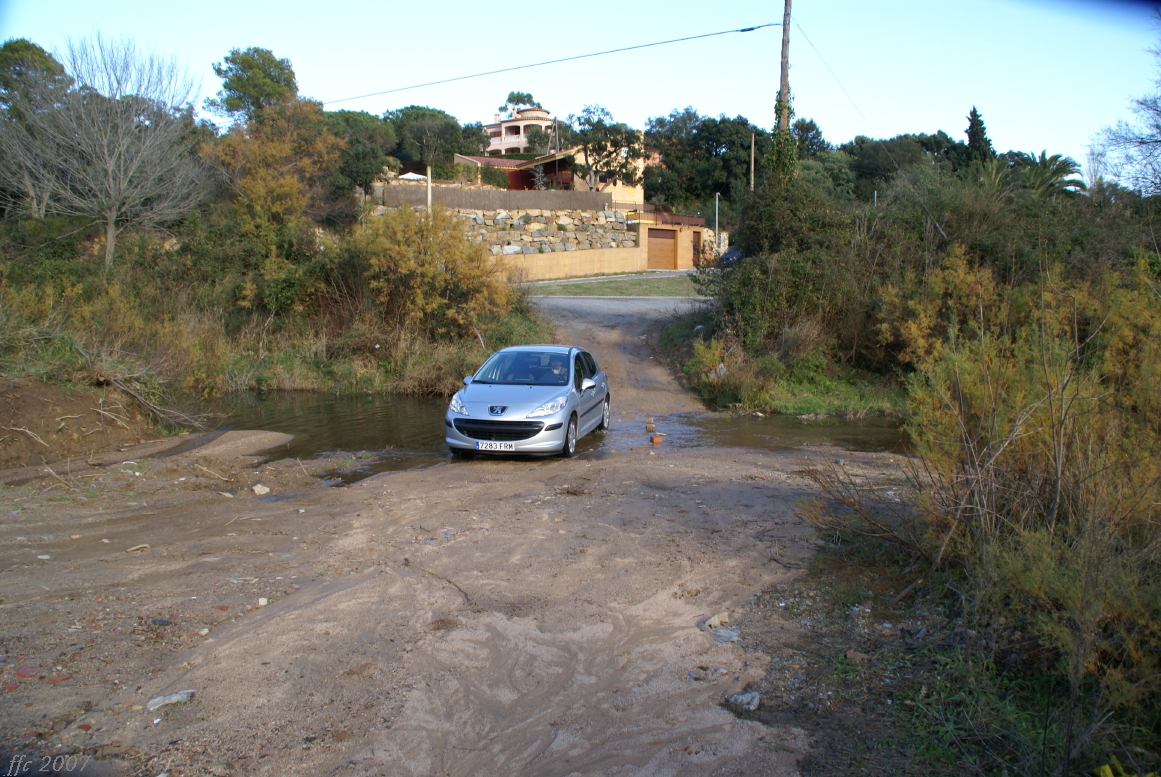
Gual a la confluència del Rifred i del Folc a Calonge (Baix Empordà)

A Catalunya moltes carreteres de pagès encara tenen guals en lloc de ponts per a passar les rieres de règim pluvial o torrents, en els quals el nivell d'aigua és baix, essent eixuts a l'estiu. Hom hi trobarà sovint un passatge amb pedres per a facilitar el camí als pedestres.
Quan el pas està consolidat -el més sovint amb una capa de formigó posada arran el llit i foradada de tubs per a deixar passar sota l'aigua es parla d'un passallís. El mot passallís és absent al Diccionari de la llengua catalana però és molt freqüent als diaris. Se'n diu passera o passadora o passallís (en rossellonès) quan és un passatge per a travessar una riera o un riu damunt pedres o taulons (dits  passeres o palanques) que sobresurten de l'aigua. A la comarca del Moianès els guals solen ser denominats «pas» o «passant».

## Guals en la toponímia
1. vadum
 Una de les hipòtesis de l'origen del nom de Sabadell, tot i que l'acceptada majoritàriament és una altra, és que provingués del llatí vadum o badallum, en referència al gual per travessar el riu Ripoll.
2. trajectum
Un altre mot llatí, trajectum (que va evolucionar en neerlandès vers -drecht, -trecht i –tricht) es troba al nom de la ciutat de Maastricht o gual al Mosa i molts altres topònims: Barendrecht, Berendrecht, Dordrecht, Duivendrecht, Haastrecht, Moordrecht, Sliedrecht, Utrecht, Tricht, Zwijndrecht.
3. voorde, ford, furt…
Un gual es diu voorde en neerlandès i en baix alemany, ford en anglès i Furt en alemany i ens condueix doncs a llocs com Amersfoort, Bosvoorde, Coevorden, Dievoort, Frankfurt, Oxford, Steenvoorde, Zandvoorde, Stratford, Vilvoorde i Voorde.
4. rito, rhyd… 
El mot gàl·lic rito es troba al nom llatí de Llemotges Augustoritum o gual d'August, en Niort que provindria de Nova Ritum o gual nou al riu Sèvre i al municipi gal·lès Rhyd-Ddu o gual negre…
5. átha
Es troba el mot gaèlic átha en el nom irlandès de Dublín Baile Átha Cliath ("la ciutat al gual amb les tanques de canya") i en Átha an Rí ("gual dels reis")
6. brod o Брод
a les llengües eslaves com a Slavonski Brod (Croàcia) i Makedonski Brod (Macedònia).

## Batalles a prop de guals
- 218 aC: Batalla de Trèbia
- 1179: Batalla del Gual de Jacob
- 1270. Vuitena Croada.[8]
- 1808: Batalla de Sant Boi
- 1812: Batalla del Berézina durant les guerres napoleòniques

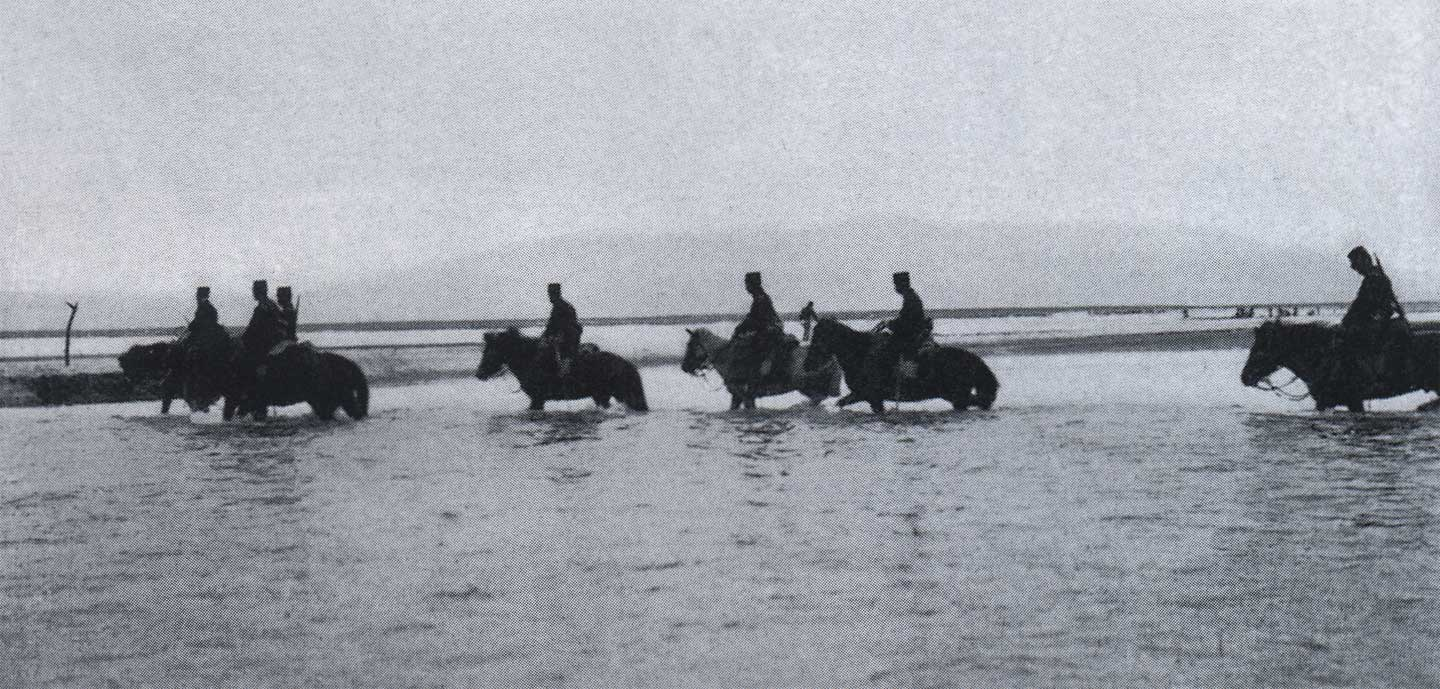
Soldats japonesos travessant el riu Yalu a la guerra russo-japonesa
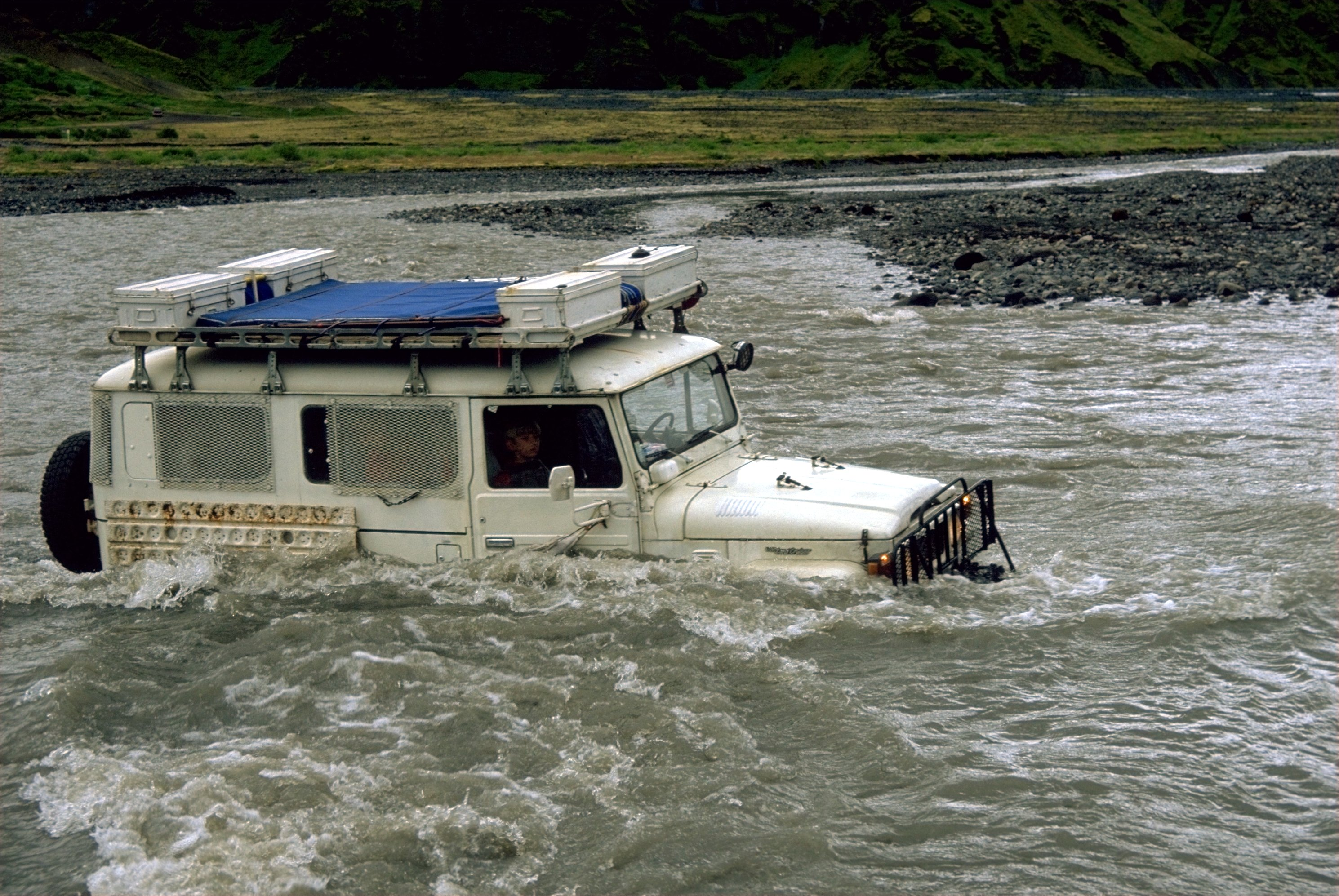
Un vehicle militar travessa un riu a Thorsmoerk
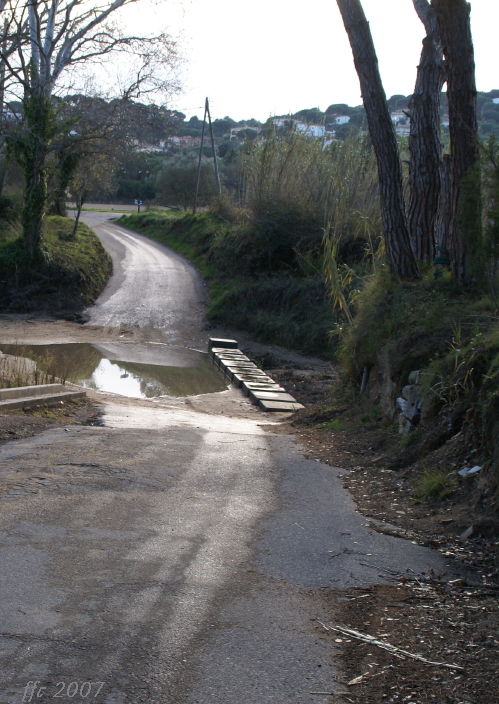
Gual a la Riera de Calonge a Calonge
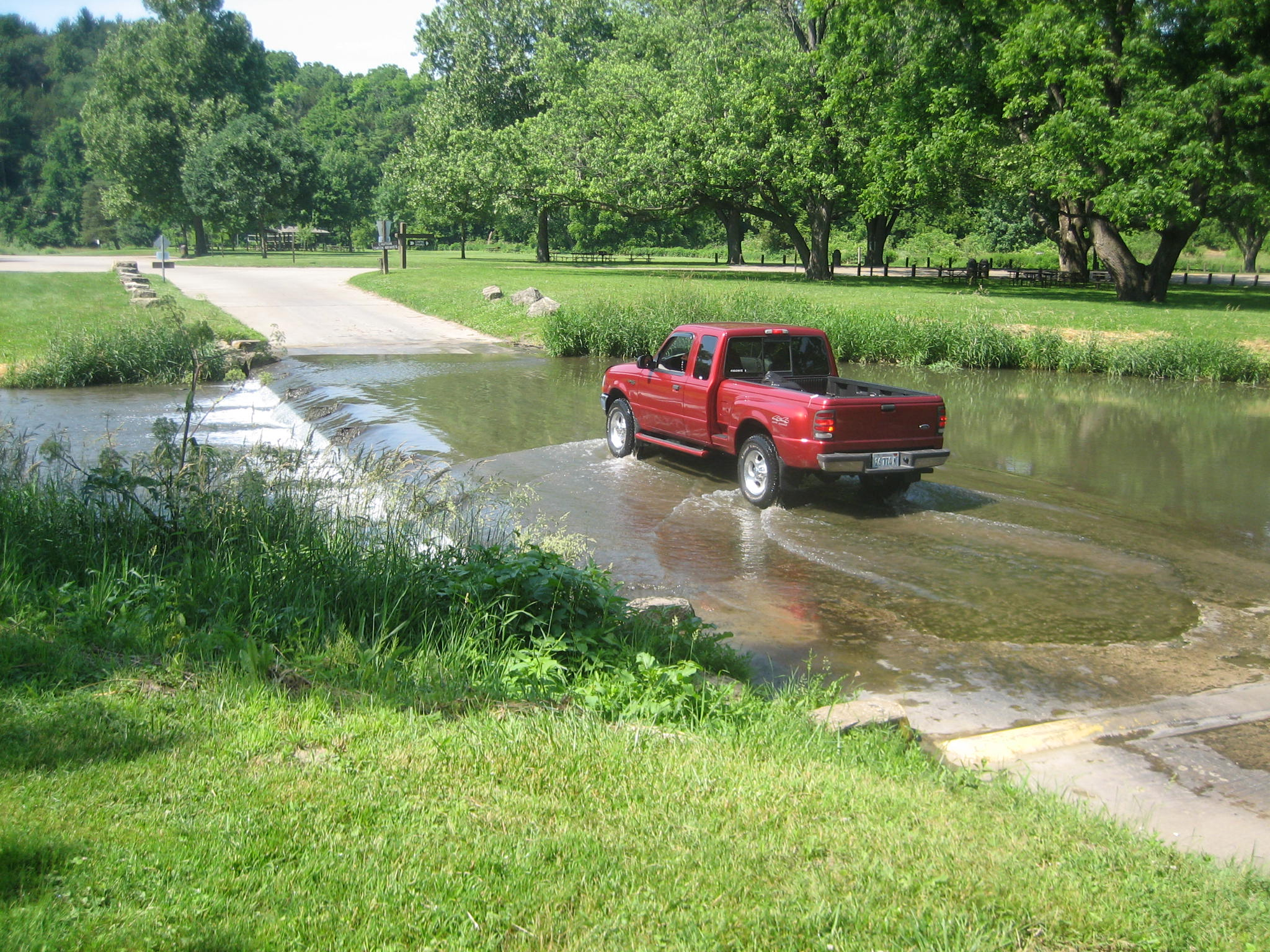
Passallís al White Pines State Park als Estats Units
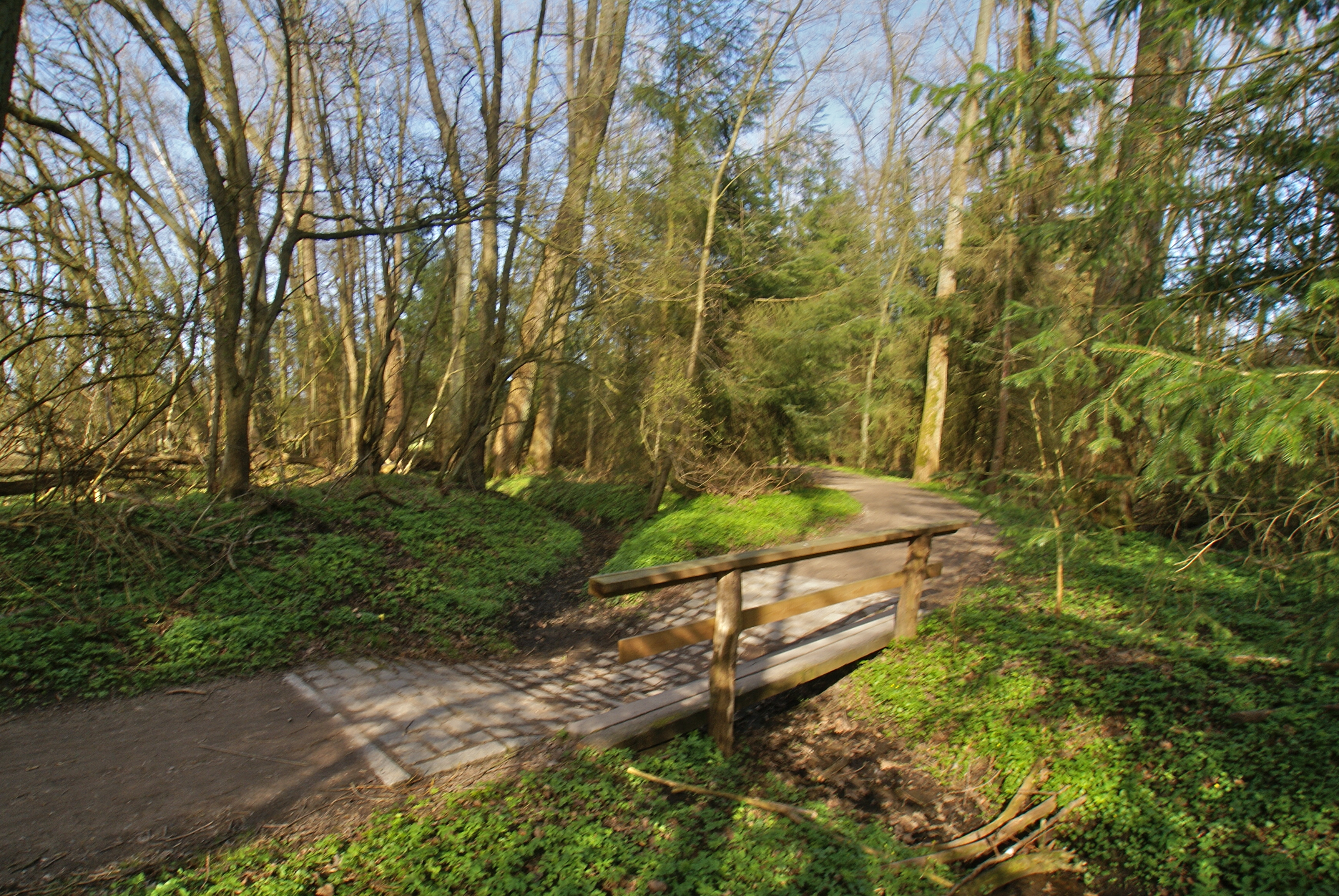
Gual al Diekkampgraben a Volksdörp a l'estat d'Hamburg